# Xinpu
Xinpu (chinesisch 新浦区, Pinyin Xīnpǔ Qū) war ein Stadtbezirk der bezirksfreien Stadt Lianyungang im Nordosten der chinesischen Provinz Jiangsu. Er hatte eine Fläche von 259 km² und zählte ca. 324.500 Einwohner (2004). Er war Zentrum und Sitz der Stadtregierung von Lianyungang.

## Administrative Gliederung
Auf Gemeindeebene setzte sich der Stadtbezirk aus sechs Straßenvierteln, einer Großgemeinde und drei Gemeinden zusammen. Im Mai 2014 wurde Xinpu aufgelöst und seine Fläche dem Stadtbezirk Haizhou zugeschlagen.